# Teatro Dramático Real

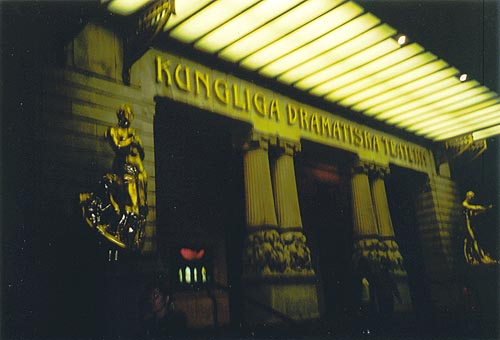
Entrada do Teatro Dramático

O Teatro Dramático Real - em sueco Kungliga Dramatiska Teatern ou abreviadamente Dramaten - é o teatro nacional da Suécia.

Está instalado num edifício em estilo jugend  de 1901-1908, localizado em Nybroplan, na cidade de Estocolmo.

Abriu as suas portas em 1788, pela iniciativa do rei Gustavo III.

O teatro dispõe  de vários salões:
- O Grande Salão (Stora scenen)  com 720 lugares
- O Pequeno Salão (Lilla scenen)  com 340 lugares
- O Salão dos Pintores (Målarsalen) com 160 lugares
- O Salão da Torre (Tornsalen) com 60 lugares
- O Salão Infantil (Lejonkulan) para dramatizações para criançs
- O Grande Salão (Stora Elverket)
- O Pequeno Salão (Lilla Elverket)